# 棉城街道
棉城街道，是中华人民共和国四川省雅安市石棉县曾经下辖的一个街道。2019年12月，撤销棉城街道和新棉镇，设立新棉街道，以原棉城街道和原新棉镇所属行政区域为新棉街道的行政区域。

## 行政区划
棉城街道撤销前下辖以下地区：
川棉社区、新街社区、老街社区、西区社区、岩子社区、广元堡社区、川心店社区和草八牌社区。